# Gai Calvisi Sabí (cònsol 4 aC)
Gai Calvisi Sabí (en llatí Caius Calvisius Sabinus) va ser un magistrat romà fill de Gai Calvisi Sabí (Caius Calvisius Sabinus), cònsol l'any 39 aC.
Va ser cònsol l'any 4 aC junt amb Luci Passiè Ruf.